# 开封道 (天津)
开封道是天津市和平区的一条道路。历史上曾为天津英租界的克森士道，后改名为开封道。

## 开封道欧式风情街
开封道小白楼1902欧式风情街位于小白楼中心地带，全长约200米，靠近滨江购物中心，滨江国际万丽酒店和海信广场，是一条国际化的特色商业街。

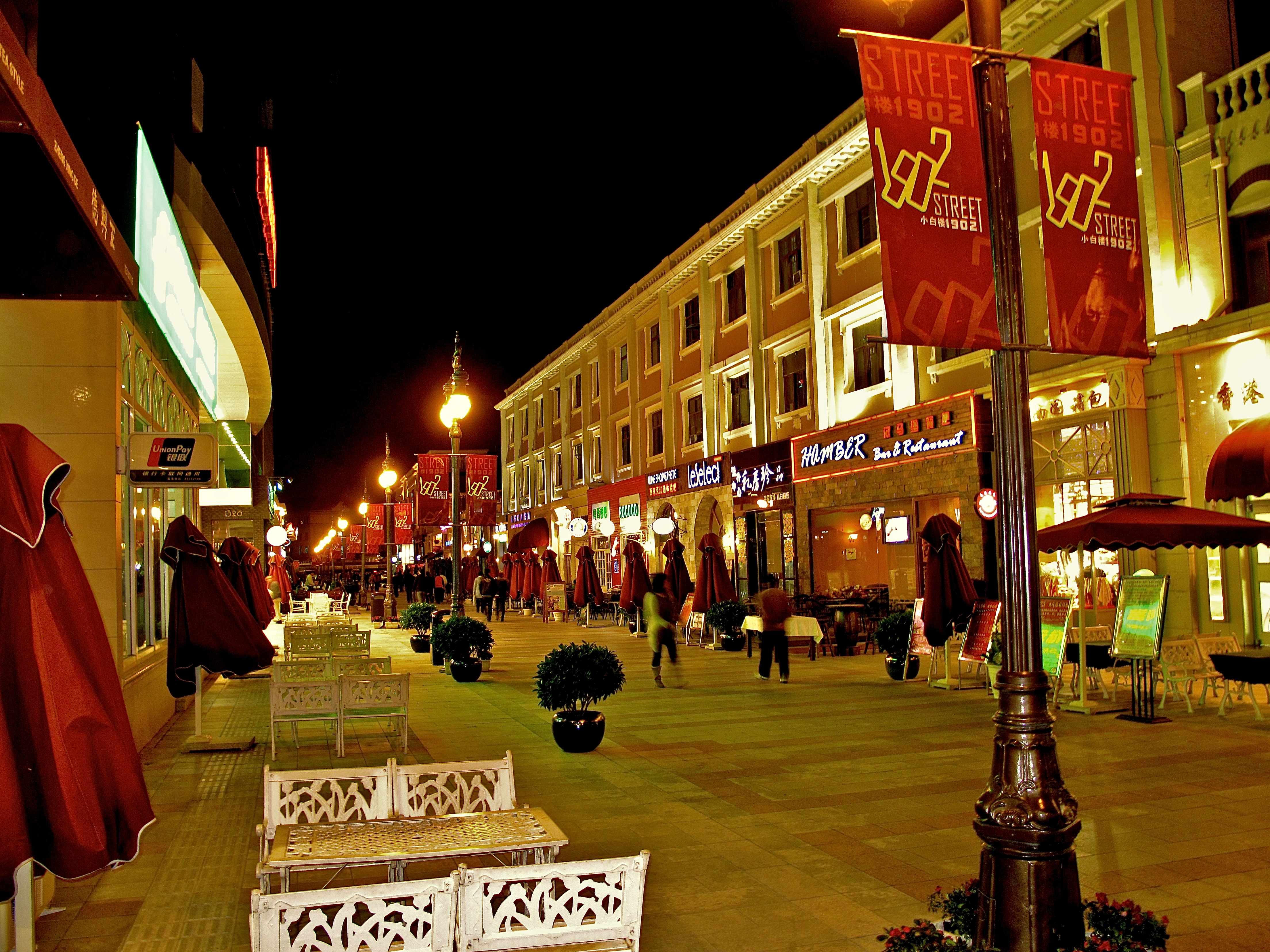
小白楼1902欧式风情街夜景
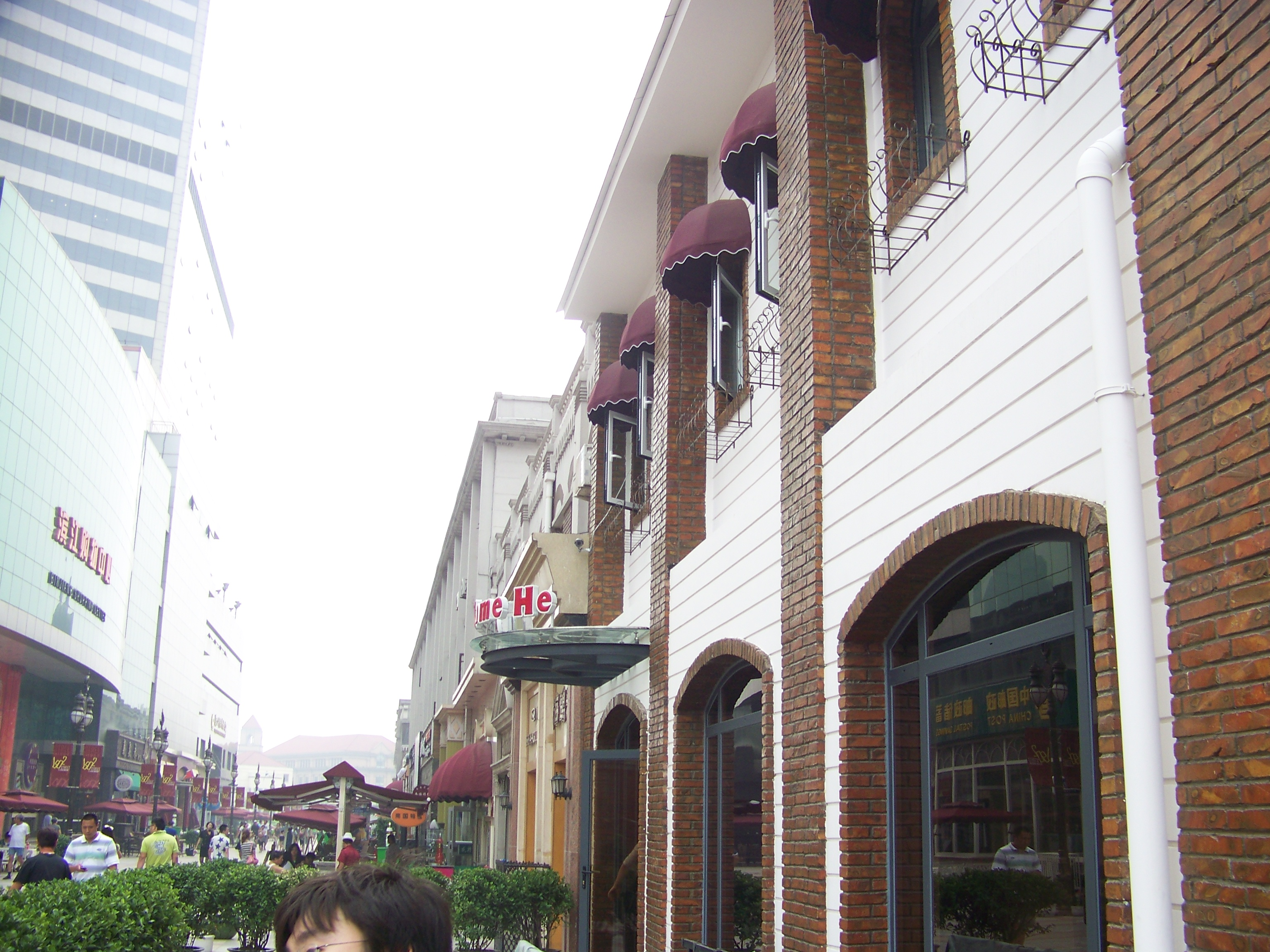
小白楼1902欧式风情街何夫人啤酒馆
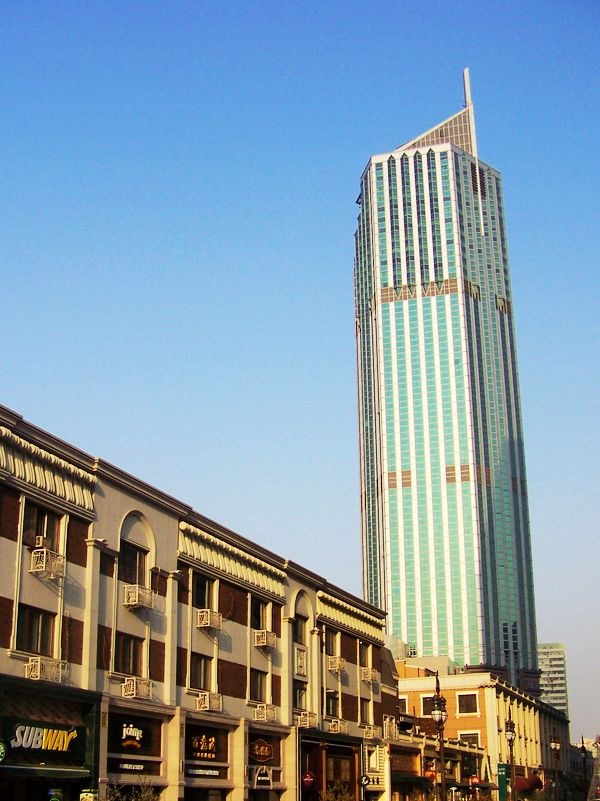
小白楼1902欧式风情街与海信广场

### 店铺
- 星巴克
- 必胜客
- 7-11
- 赛百味
- 大成盛记

## 交通
- 天津地铁一号线小白楼站